# Список умерших в 825 году

## Сентябрь
- 3 сентября — Вельф I, граф в Аргенгау, сеньор Альтдорфа и Равенсбурга, родоначальник династии Старших Вельфов.
- 4 сентября — Ида Герцфельдская, католическая святая.

## Дата смерти неизвестна или требует уточнения
- Абу Убайда, арабский грамматист и языковед.
- Беорнвульф, король Мерсии и Восточной Англии (823—825).
- Бишр ибн аль-Мутамир, арабский богослов-мутазилит, поэт, генеалог, иногда называемый основателем арабской риторики; создатель багдадской школы мутазилизма.
- Виомарк, руководитель антифранксского восстания бретонцев (822—825); предположительно, граф Леона (818—825) и/или Корнуая (до 825), а также король Бретани (818 или 822—825).
- Рампо, граф Барселоны, Осоны, Жероны и Бесалу (820—825).
- Хивел Сальная Борода, король Гвинеда (814—825).